# Iris Tang Sing
Iris Silva Tang Sing (Río de Janeiro, 21 de agosto de 1990) es una deportista brasileña que compite en taekwondo.
Ganó una medalla de bronce en el Campeonato Mundial de Taekwondo de 2015, y una medalla de oro en el Campeonato Panamericano de Taekwondo de 2014. En los Juegos Panamericanos de 2015 consiguió una medalla de bronce.

## Palmarés internacional
| Campeonato Mundial      | Campeonato Mundial      | Campeonato Mundial | Campeonato Mundial |
| Año                     | Lugar                   | Medalla            | Categoría          |
| ----------------------- | ----------------------- | ------------------ | ------------------ |
| 2015                    | Cheliábinsk (Rusia)     | Medalla de bronce  | –46 kg             |
| Juegos Panamericanos    |                         |                    |                    |
| Año                     | Lugar                   | Medalla            | Categoría          |
| 2015                    | Toronto (Canadá)        | Medalla de bronce  | –49 kg             |
| Campeonato Panamericano |                         |                    |                    |
| Año                     | Lugar                   | Medalla            | Categoría          |
| 2014                    | Aguascalientes (México) | Medalla de oro     | –46 kg             |